# خطة بيكر
خطة بيكر وتُعرف بشكل رسمي باسم خطة السلام من أجل تقرير المصير لشعب الصحراء الغربية، هي مبادرة من الأمم المتحدة لمنح حق تقرير المصير إلى الصحراء الغربية. كان المقصود من المبادرة أن تحل محل خطة التسوية التي وُضعت عام 1991 والتي فُصل فيها خلال اتفاق هيوستن عام 1997 لكنها لم تلقى أي رد أو تجاوب من كلا الطرفين.

## الخلفية
تُدار الصحراء الغربية من قِبل المغرب منذ 1975، وترى جبهة البوليساريو أن هذه الإدارة غير قانونية باعتبارها منطقة متنازع عليها. منذ عام 1991، قبلت كل الأطراف باتفاق وقف إطلاق النار المقترح من طرف الأمم المتحدة وذلك مقابل الوصول إلى حل سياسي سلمي يرضي كافة الأطراف المتنازعة.
في عام 1991 تم اقتراح خطة الاستفتاء التي تهدف إلى تنظيم اقتراع للساكنة الصحراوية لتقرير مصيرهم بين البقاء تحت السيادة المغربية أو الاستقلال وهي الخطة التي وافق عليها المغرب وجبهة البوليساريو. لكن الاقتراح فشل تماما بسبب الخلافات حول أهلية الناخبين. حيث طالب المغرب بإدراج جميع سكان الإقليم في اللوائح الانتخابية بمن فيهم المغاربة الذين اختلطوا بالساكنة الصحراوية عقب ذكرى المسيرة الخضراء لاسترجاع الصحراء في عام 1975 واستقروا هناك. فيما رفضت جبهة البوليساريو الطرح المغربي وأصرت على إجراء الاستفتاء وفقا للوائح الانتخابية التي سجلتها إسبانيا (المحتَل السابق للمنطقة) عام 1974 فقط؛ دون قبول المصوتين ما بعد هذه السنة.
قامت بعثة الأمم المتحدة لتنظيم استفتاء في الصحراء الغربية بفتح تحقيق وتقصٍّ للحقائق فوجدت في نهاية المطاف أن هناك 80,000 من الناخبين الذين يُعتبرون من السكان الأصليين للإقليم.
بحلول عام 2015 يُقدَّر عدد المستوطنين المغاربة بنصف مليون نسمة على الأقل.

## خطة بيكر الأولى والثانية
مشروع الخطة حمل في البداية اسم خطة بيكر أو إطار الاتفاق وقد تم تعميمه من قبل المبعوث الخاص للأمم المتحدة جيمس بيكر في عام 2000 ولكن لم يُقدم بشكل رسمي إلى مجلس الأمن. مقترحات بيكر تم صياغتها من قبل المغرب برعاية الفريق القانوني، حيث قدَّم المغرب لشعب الصحراء الغربية مقترح الحكم الذاتي في إطار الدولة المغربية، فمع استثناء القرارت السياسة وخاصة الخارجية منها فإن للشعب الصحراوي الحق في اتخاد جميع القرارات الأخرى وذلك سيكون تحت مسؤولية الحكومة المحلية. في الواقع قبل قبلت الخطة ووافق عليها فوق صدورها أما الجزائر وجبهة البوليساريو فقد رفضتا ذلك، واقترحا في المقابل اقتسام الإقليم بين الطرفين وهذا ما ترفضه السلطات في المملكة.
الإصدار الثاني من مشروع القرار (سُمي بشكل غير رسمي باسم خطة بيكر الثانية) فقد اقترح على الصحراويين الحكم الذاتي تحت سلطة الصحراء الغربية لمدة خمس سنوات ثم القيام بعد ذلك باستفتاء لمعرفة ما إذا كان سيبقى الأمر كما هو عليه أم ستنضم المنطقة للملكة المغربية. في البداية وافق المغرب على الخطة المعَدَّلة لكنه سرعان ما انسحب منها وعاد للتهديد والتلويح بالحرب مجددا وذلك بسب نقطة خلاف تضمنها المشروع المعدل، فالمملكة المغربية ترغب في السماح للكل في المنطقة بالتصويت بما في ذلك مواطنيها القادمين من مدن أخرى بعيدة كل البعد عن منطقة الجنوب أما جبهة البوليساريو فترغب في إجراء الاستفتاء من خلال الاعتماد على اللوائح الانتخابية التي تحتفظ بهم إسبانيا باعتبار أن تلك اللوائح تضم ساكني المنطقة الحقيقيين.
بعدما اعترض المغرب على خطة بيكر الثانية؛ قبلت الجزائر وجبهة البوليساريو على مضض الخطة كأساس للمفاوضات. في تموز/يوليو 2003 أيَّد مجلس الأمن التابع للأمم المتحدة الخطة وقال أنها مناسبة لكلا الأطراف على عكس المشروع الأول منها ثم حث وطالب الطرفان على التوقيع عليها والتسريع في تنفيذها؛ بيد أن المغرب عاد مجددا لرفضها مؤكدا على أن المملكة في دور محمد السادس بن الحسن لن توافق على أي استفتاء يتضمن الاستقلال كخيار.
بعد كل هذه النزاعات وبين دوامة القبول والرفض ثم الرفض والقبول قدم بيكر مبعوث الأمم المتحدة إلى الصحراء الغربية استقالته وقال أن موقفي الطرفين متناقض للغاية ولا أمل في الوصول لحل لهذا المشكل عمّا قريب. وقد خلَّفت استقالته موجة من ردود الفعل حيث شجب الساسة من الجبهة ما قام به بيكر واعتبروه شخصا منحاز ويرغب في إقصاء الجبهة من لعب دور الوسيط القوي في هذا المشكل أم المسؤولين المغاربة فقد نظروا بضوء إيجابي للاستقالة؛ حيث قال وزير الخارجية بن عيسى علنا أن «مثابرة الدبلوماسية المغربية» ساهمت في عدم تمكين البوليساريو من الحصول على منصب ومكان لا يستحقونه.

## وضع خطة بيكر في الوقت الحالي
منذ أوائل عام 2005 لم يُشر الأمين العام للأمم المتحدة إلى أي خطة في تقاريره، كما لا توجد أي خطة بديلة لحل الموضوع حتى هذه اللحظة وبالتالي فالمخاوف من تجدد القتال لا زالت مستمرة خاصة في ظل الفراغ السياسي الذي تعيشه المنطقة والذي يجزم عشرات المحللين أنه سوف يعود بالمنطقة لسنوات الحرب والرصاص. وبالرغم من هذا كله فالمغرب لا يزال يدعم مقترح الحكم الذاتي للإقليم كحل نهائي للصراع؛ كما صرَّح في عشرات المناسبة على لسان وزارة الخارجية بأنه على أهبة الاستعداد لأي حرب ضد أي طرف في الصحراء التي رفض تسميتها بالغربية.